# 시로이시정
시로이시정(일본어: 白石町)은 일본 사가현 중남부에 있는 기시마군의 정이다. 아리아케해의 넓은 간척지와 갯벌로 알려진 정이다.

## 지리
사가평야 안에 위치하고 정의 남쪽에서 동쪽을 걸쳐 아리아케해와 접한다. 면적의 85%가 논이나 밭이다.

### 기후
북부에 있는 산지의 영향으로 겨울에는 차가운 바람이 불지만 전체적으로 온난하다. 연평균 기온은 16℃이고 연평균 강수량은 1450mm이다.

### 인접한 자치체
- 가시마시
- 다케오시
- 우레시노시
- 기시마군 오마치정, 고호쿠정
- 오기시

## 역사
- 1889년 4월 1일 - 정촌제 시행으로 현재의 정역에 후쿠지촌·롯카쿠촌·스코촌·하시시타촌·기타아리아케촌·후쿠도미촌·긴코촌·류오촌·미나미아리아케촌이 성립하였다.
- 1936년 4월 1일 - 후쿠지촌이 정으로 승격하면서 개칭해 시로이시정이 되었다.
- 1955년 4월 1일 - 긴코촌과 류오촌이 합병(신설 합병)해 아리아케촌이 성립하였다.
- 1955년 7월 20일 - 시로이시정이 롯카쿠촌·스코촌을 편입하였다.
- 1955년 9월 30일 - 아리아케촌이 미나미아리아케촌을 편입하였다.
- 1956년 4월 1일 - 하시시타촌을 분할해 시로이시정 및 기타가타정에 편입하였다.
- 1956년 7월 1일 - 기타아리아케촌을 시로이시정에 편입하였다.
- 1962년 10월 1일 - 아리아케촌이 정으로 승격해 아리아케정이 되었다.
- 1967년 4월 1일 - 후쿠도미촌이 정으로 승격해 후쿠도미정이 되었다.
- 2005년 1월 1일 - 시로이시정·후쿠도미정·아리아케정이 합병해 새로운 시로이시정이 되었다.

## 경제
주요 산업은 농업으로 양파, 김, 딸기, 연근을 생산한다.

## 교통

### 철도
- 규슈 여객철도 나가사키 본선

### 도로
- 국도 207호선
- 국도 444호선